# اوهو
اوهو (به ژاپنی: 応保 Ōhō) نام یک عصر تاریخی ژاپنی (نِنگُو) بود. این عصر بعد از ایریاکو و قبل از
چوکان (دوره) قرار داشت و از سپتامبر ۱۱۶۱ تا مارس ۱۱۶۳ میلادی به طول انجامید. در طی این عصر امپراتور نیجو، امپراتور ژاپن بود.